# 欽天監監正
欽天監監正，中國古代官職之一。在清朝，此官職配置於朝廷之欽天監，品等為正五品。該官職掌管觀察天象，制定曆法等分別隸屬於時憲科、天文科、漏刻科等。除此，該機構也辨別明定官方禁忌。1910年代，清朝滅亡後，該官職廢除。